# Eman (Danzhou)
Eman (chinesisch 峨蔓鎮 / 峨蔓镇, Pinyin Émàn Zhèn) ist eine Großgemeinde im Norden der bezirksfreien Stadt Danzhou der chinesischen Provinz Hainan. Sie hat eine Fläche von 91,4 km², davon 3075 ha Ewiges Ackerland (永久基本农田), das nicht als Bauland ausgewiesen werden darf, sowie 2978 ha Wald. Im Juni 2022 hatte Eman 31.000 Einwohner. An der Küste sind seit den 1960er Jahren Einheiten der Volksbefreiungsarmee stationiert (auf der Eman gegenüberliegenden Seite des Golfs von Tonkin liegt Vietnam), und 2008 wurde dort eine Telemetriestation für die Raketen der Höhenforschungsabteilung Hainan der Chinesischen Akademie der Wissenschaften gebaut.

## Geschichte
Unter dem Eindruck der ständig zunehmenden Überfälle japanischer Wokou-Banditen wurden ab 1380 entlang der chinesischen Küste zahlreiche große Festungen (卫, Pinyin Wèi) und Küstenwachstationen (所, Pinyin Suǒ) errichtet. Im endgültigen Ausbauzustand ab etwa 1410 gab es insgesamt 493 Festungen und 2592 Küstenwachstationen,
eine davon Bingmaling (兵马岭, „Truppenhügel“), auch bekannt als Bingmajiao (兵马角, „Kap der Truppen“), auf einer strategisch wichtigen Landzunge etwa 4 km nördlich des heutigen Verwaltungssitzes der Großgemeinde. Bei den dortigen Wachleuten (所人) – in ganz Hainan waren damals 5600 Mann stationiert – handelte es sich um sogenannte „erbliche Soldaten“ (世袭军人), die  dort als sich selbst versorgende Wehrbauern zusammen mit ihren Familien lebten.
Richtige Dörfer gibt es auf dem Gebiet der Großgemeinde seit 1819, unter anderem Denglongli (登龙里). Im Antijapanischen Krieg spielte das Dorf Tangbai (棠柏村) an der heutigen Staatsstraße 308 im Süden der Großgemeinde eine besondere Rolle, das damals aus 113 Familien mit insgesamt 678 Personen bestand. Zwischen Februar 1940 und Februar 1942 griff die japanische Armee das Dorf neunmal an, zweimal davon mit Luft- und Artillerieunterstützung, wobei insgesamt 337 Menschen getötet, 335 Gebäude zerstört und 382 Zugochsen gestohlen wurden.
Auch viele andere Dörfer wurden zerstört und nach Kriegsende zunächst nicht wieder aufgebaut. Als die Volksbefreiungsarmee 1950 Hainan eroberte, fand sie das Gebiet weitgehend in Ruinen vor.
1957 wurde die Gemeinde Eman (峨蔓乡) gegründet. Ein Jahr später wurde die Gemeinde ein Teil der Volkskommune Mutang (木棠公社, heute eine Großgemeinde von Danzhou). 1961 wurde dann eine eigenständige Volkskommune Eman (峨蔓公社) gegründet, die 1983 im Zuge der Reform- und Öffnungspolitik wieder aufgelöst wurde; Eman wurde zunächst ein Stadtbezirk von Danzhou. 1986 wurde Eman schließlich zur eigenständigen Großgemeinde erhoben.

## Administrative Gliederung
Eman setzt sich aus 13 Verwaltungsdörfern zusammen.
Diese sind:
| Dorf Bijia (笔架村); Dorf Changrong (长荣村); Dorf Duomei (多美村); Dorf Duoye (多业村); Dorf Eman (峨蔓村), Regierungssitz der Großgemeinde; Dorf Gaogen (高根村); Dorf Huangsha (黄沙村); | Dorf Longmen (龙门村); Dorf Maoyuan (茅园村); Dorf Pianshi (片石村); Dorf Tianjing (田井村); Dorf Wangpo (王坡村); Dorf Yanding (盐丁村). |

## Leuchtturm Bingmajiao
Der Leuchtturm Bingmajiao (兵马角灯塔, Pinyin Bīngmǎjiǎo Dēngtǎ) auf der gleichnamigen Landzunge im Norden der Großgemeinde geht auf eine acht Meter hohe Säule aus gemauerten Steinen zurück, die die Abteilung für Seezeichen der Wasserstraßen- und Schifffahrtsverwaltung der Provinz Guangdong (广东省航务局航道处航标科) am 27. Dezember 1951 dort in Betrieb nahm. Da sich der Standort hoch auf einem Steilufer befindet, lag die Lampe oben auf der Säule bei Flut 45 m über der Wasseroberfläche. Am 29. Dezember 1994 war Baubeginn für den heutigen, 41,4 m hohen Leuchtturm aus Stahlbeton, der am 13. Dezember 1995 in Betrieb genommen wurde. Das alle sechs Sekunden blinkende Leuchtfeuer befindet sich bei Flut 71,3 m über der Wasseroberfläche und ist bei klarem Wetter 22 Seemeilen weit zu sehen.
Da der Schiffsverkehr im Hafen des Gewerbegebiets Yangpu (洋浦经济开发区) immer weiter zunahm,
mit – neben normalen Frachtern – Fischerbooten, Marineschiffen und Gefahrgutfrachtern, genehmigte das Umweltministerium der Provinz Hainan dem Seefahrtsamt Hainan am 24. November 2014 etwa 20 m nördlich des Leuchtturms den Bau der Verkehrszentrale Yangpu (洋浦VTS中心) mit einer auf einem 38 m hohen Stahlbetonmasten installierten Radaranlage.
19° 53′ 32,9″ N, 109° 15′ 41,8″ O